# Plecarea
Plecarea este un film românesc din 2011 regizat de Cătălin Drăghici. Rolurile principale au fost interpretate de actorii Alexandru Potocean.

## Distribuție
Distribuția filmului este alcătuită din:
- Mihai Sârbu
- Alexandru Potocean — Tatăl
- Ion Niculae
- Sasha Cristian Drăghici
- Silvia Gâscă
- Doru Nițescu